# Roi Houx
 (mai 2018).
Si vous disposez d'ouvrages ou d'articles de référence ou si vous connaissez des sites web de qualité traitant du thème abordé ici, merci de compléter l'article en donnant les références utiles à sa vérifiabilité et en les liant à la section « Notes et références ».
Le Roi Houx est un personnage du folklore païen. Il apparaît dans les mythes celtes qui évoque son combat contre son frère, le Roi Chêne. Il préside les 6 mois suivant le solstice d'été. 

## Histoire
Le Combat entre le Roi Houx et le Roi Chêne symbolise l'affrontement entre la saison froide (la période hivernale) et la saison chaude (la période estivale).  Les Celtes divisent l'année en deux périodes, le Roi Houx et le Roi Chêne sont les représentants de ces deux saisons. Rappelons aussi que chez les Celtes, il existe une saison claire et une saison sombre, marquant ainsi la roue du temps. Les deux frères s'affrontent pour déterminer qui aura le droit de régner le plus longtemps. Le combat entre les deux se déroule au moment de Yule, lorsque le Roi Chêne coupe la tête du Roi Houx et prend sa place sur le trône jusqu’à la mi saison. 
Il existe cependant des variantes à cette histoire de combat. En effet, il est parfois question de clémence envers son adversaire, qui, à la suite de sa défaite, patienterait jusqu'à la mi saison suivante pour regagner sa place sur le trône. Il peut être aussi question de célébrer la lumière qui prend le dessus sur l'obscurité par le combat de deux frères à chaque fin de saison.
Il peut également être question d'une affiliation au Dieu Cornu sous l'aspect de dieu solaire. En effet, Le Roi Houx et le Roi Chêne pourraient également être comparés au cycle solaire qui se lève avec la nouvelle saison et qui se couche avec la fin de l'autre saison.
Il est de toute façon question de cycle alternant le pouvoir au Roi Chêne puis celui du Roi Houx.

## Caractéristique
Le Roi Houx est représenté par le Houx et d'autres conifères, il serait aussi la personnification sombre de la roue Wiccan de l'année. Il est également vu par certains néopaïens comme un précurseur du Père Noël[réf. nécessaire].
Le Roi Houx serait armé d'une masse en houx justement, qui ferait aussi office de sceptre lors de son règne hivernal. Il aurait à la place des cheveux des feuilles de houx qui orneraient sa tête. 

## Dans la culture moderne

### Dans la littérature
Dans son ouvrage Les Mythes celtes : La Déesse Blanche , Robert Graves évoque certains mythes contenant le Roi Houx et son frère le Roi Chêne. Ces mythes sont des variantes où il est question du Chevalier Chêne et du Chevalier Houx, se battant chaque 1er mai jusqu'au jugement dernier.
Dans son ouvrage Le Rameau d'or, James-George Frazer évoque les couples de divinité ainsi que la relation entre les saisons et les cultes folkloriques de certaines civilisations.
Dans le roman "Cat Magic" de Whitley Strieber, le "roi houx" joue un grand rôle dans le chapitre 14 ("La folle poursuite"). 

### Dans la télévision
Dans la saison 3 de la série télévisée Supernatural , l'épisode Le Festin du père Noël[source insuffisante] évoque la légende du Roi Houx et du Roi chêne. Les frères Winchester doivent affronter Hold Nikar, une variante du Roi Houx. Il y est d'ailleurs question de la période de Yule, et l'épisode comporte par ailleurs d'autres liens en référence au combat des deux divinités.

### Dans les traditions
Accrocher du houx dans les maisons est une tradition qui perdure encore, cela signifierait le soleil renaissant, la chance.